# Habibur Rehman
Habibur Rehman (ur. 15 sierpnia 1925 w Bhopalu, zm. 19 stycznia 1984 w Karaczi) – pakistański hokeista na trawie, medalista olimpijski. 
Grał na linii ataku. Brał udział w dwóch igrzyskach olimpijskich (IO 52, IO 56), zajmując czwarte miejsce w 1952 roku, oraz drugą pozycję w 1956 roku. Wystąpił łącznie w sześciu olimpijskich spotkaniach (jedno na igrzyskach w Helsinkach i pięć w Tokio), strzelając dwie bramki. 
W latach 1952–1958 rozegrał w drużynie narodowej 23 spotkania, strzelając 21 goli. Zdobył złoty medal na Igrzyskach Azjatyckich 1958.